# Republika Ostrowska (serial telewizyjny)
Republika Ostrowska – polski sześcioodcinkowy serial historyczny w reżyserii Zbigniewa Kuźmińskiego, wyprodukowany przez Telewizję Polską i Zespół Filmowy Profil w latach 1984−1985. 
Serial opowiada o kulisach wybuchu powstania wielkopolskiego oraz utworzeniu Republiki Ostrowskiej (10–26 listopada 1918) przez pryzmat losów uczniów gimnazjum męskiego w Ostrowie Wielkopolskim (tzw. Polskich Aten) i zarazem członków tajnego Towarzystwa Tomasza Zana. 
Filmowa wersja serialu pt. Republika nadziei (1988) została nagrodzona Złotym Ekranem (1986).

## O serialu

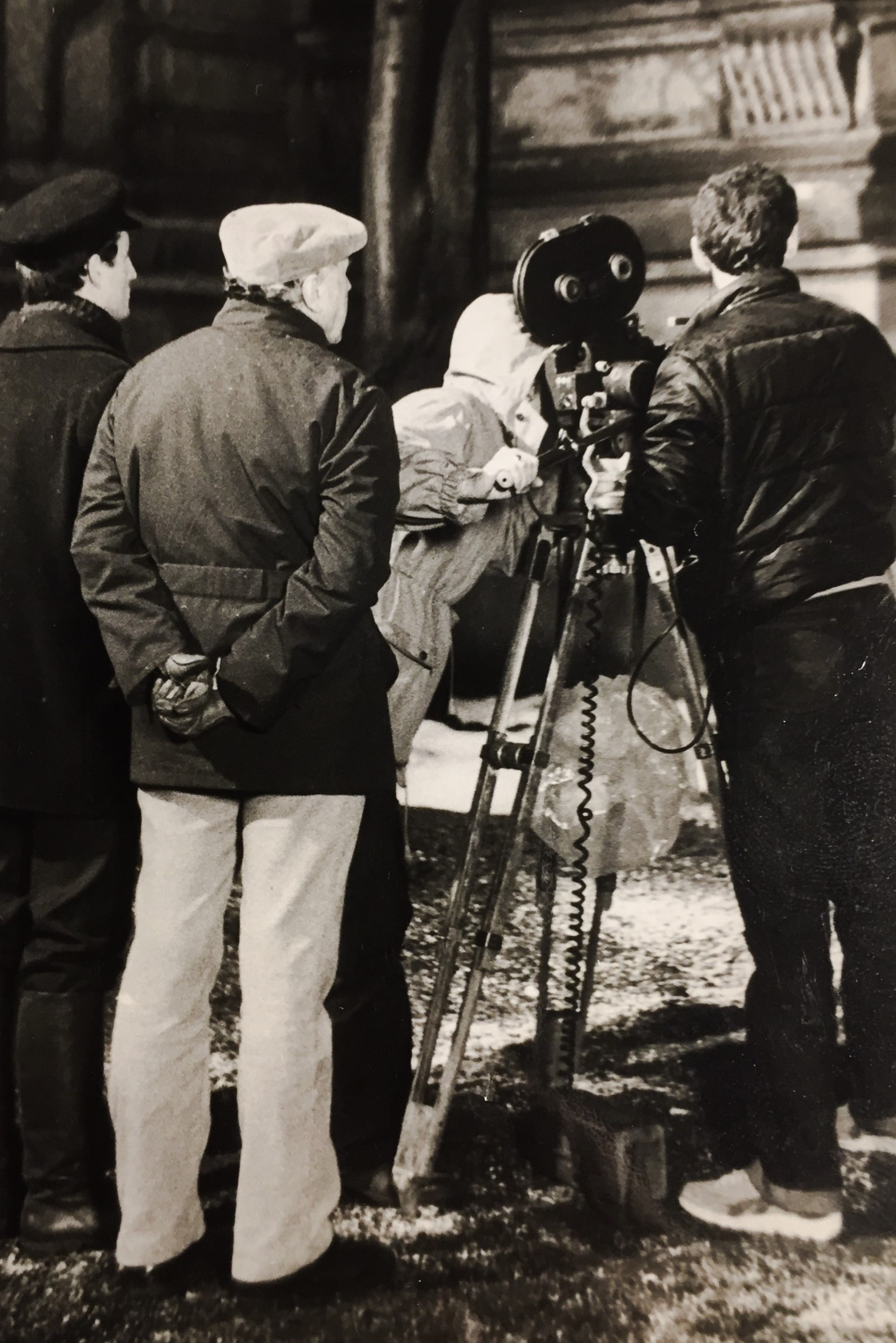
Zbigniew Kuźmiński za kamerą, podczas pracy nad serialem i późniejszym filmem (1984)

Zdjęcia do serialu realizowano w latach 1984−1985 w łódzkiej Wytwórni Filmów Fabularnych, I Liceum Ogólnokształcącym im. Adama Asnyka w Kaliszu (przy ul. Grodzkiej), zamku w Gołuchowie, pałacu w Sobótce oraz miejscowościach Ostrów Wielkopolski, Pleszew, Russów.
Autorem scenariusza był Kazimierz Radowicz, wieloletni współpracownik Zbigniewa Kuźmińskiego i zarazem absolwent Gimnazjum i Liceum w Ostrowie Wielkopolskim (matura 1950), które kontynuuje tradycję Polskich Aten. Fragmenty scenariusza serialu ukazały się w 1986 na łamach miesięcznika społeczno-kulturalnego "Nurt".
W maju 1984 na łamach miesięcznika "Film", w reportażu z planu filmowego Bohdan Gadomski wskazywał, iż akcja serialu koncentruje się wokół:
1. księgarni Rowińskiego (Jerzy Kamas), w której spotykają się fikcyjni członkowie Towarzystwa Tomasza Zana, tajnej organizacji, którą próbuje zdekonspirować wizytator szkolny Jost (Leon Niemczyk); oraz
2. losów wielkopolskiego ziemiaństwa w zaborze pruskim, w szczególności fikcyjnych rodzin Kroguleckich (Tomasz Zaliwski, Andrzej Szczytko, Jan Jankowski) i Wodniczaków (Barbara Brylska, Bożena Miller-Małecka, Ryszard Dembiński, Tomasz Mędrzak).

Jakkolwiek rodziny protagonistów serialu są fikcyjne, a nielicznymi postaciami historycznymi w scenariuszu Kazimierza Radowicza są Stefan Rowiński (Jerzy Kamas), Kazimiera Rowińska (Alicja Jachiewicz), Wojciech Lipski (Czesław Wołłejko), czy Aleksander Dubiski (Czesław Jaroszyński), to zdaniem Mirosława Idziorka, dziennikarza "Gazety Poznańskiej" i autora reportażu Śladami serialu "Republika Ostrowska" (1986), pierwowzorami serialowych rodzin mogli być Kajzerowie, Włodarkiewiczowie, bądź Manowscy.

### Fabuła
Za internetową bazą filmu polskiego − FilmPolski.pl:

Akcja rozpoczyna się w 1913 roku, kończy pod koniec 1918. Przedstawia akcje germanizacyjne Prusaków i ruch patriotyczny, przede wszystkim polskiej młodzieży. Centrum wydarzeń stanowi proklamowanie 10 listopada 1918 roku Republiki Ostrowskiej, która przetrwała dwa tygodnie. Finałem jest wybuch i zwycięstwo powstania wielkopolskiego. Na tym historycznym tle rozgrywają się losy kilku uczniów Gimnazjum i Liceum Męskiego w Ostrowie, ich przyjaciół i rodzin.
Głównym bohaterem jest Feliks Krogulecki – jego niespełniona miłość do Kornelii, działalność Feliksa w polskich nielegalnych organizacjach młodzieżowych, wcielenie i dezercja z armii pruskiej, udział w tworzeniu Republiki Ostrowskiej, walka w Powstaniu Wielkopolskim i w dniu zwycięstwa śmierć w pojedynku ze swym najzagorzalszym antagonistą, Oskarem von Wedowem.

## Lista odcinków
1. Na Kresach Imperium
2. Urodziny Cesarza
3. Egzamin Dojrzałości
4. Dzwon Walentego
5. Republika Ostrowska
6. Noc Sylwestrowa

## Obsada
Na planie serialu w Wytwórni Filmów Fabularnych pracowało stu dwudziestu aktorów, zaś produkcja stanowiła debiut ekranowy Andrzeja Szczytki, Jana Jankowskiego, Jolanty Grusznic, Janusza Borkowskiego i Marcela Szytenchelma.
- Andrzej Szczytko jako Feliks Krogulecki
- Jolanta Grusznic jako Kornelia Biniewska – von Zwirner
- Jerzy Kamas jako redaktor Stefan Rowiński
- Leon Niemczyk jako wizytator Jost
- Zbigniew Bogdański jako Beck, dyrektor gimnazjum
- Ryszard Dembiński jako mecenas Nepomucen Wodniczak, ojciec Edwarda
- Michał Pawlicki jako profesor Schaps
- Czesław Wołłejko v poseł Wojciech Lipski, członek Rady Ludowej
- Bogusław Augustyn jako Włodzimierz Lewandowski
- Jacek Guziński jako Filip Krogulecki, brat Feliksa
- Jan Jankowski jako Florian Krogulecki, brat Feliksa
- Bogdan Kochanowski jako Wiktor Urbaniak
- Tomasz Mędrzak jako Edward Wodniczak
- Krzysztof Milkowski jako Oskar von Wedow
- Barbara Brylska jako pani Wodniczakowa, matka Edwarda
- Alicja Jachiewicz jako Kazimiera Rowińska
- Bożena Miller-Małecka jako Bogusia Wodniczakówna, siostra Edwarda
- Zdzisław Kozień jako hrabia Szembek, komendant Straży Obywatelskiej
- Gustaw Kron jako mecenas Lange-Wnukowski, członek Rady Ludowej
- Eugeniusz Kujawski jako profesor Kurzezunge
- Witold Skaruch jako profesor Ziegert
- Czesław Jaroszyński jako doktor Aleksander Dubiski, przewodniczący Rady Ludowej
- Stefan Paska jako Mertka, woźny w gimnazjum, potem kolejarz
- Tomasz Zaliwski jako Walerian Krogulecki